# Konrad Ernst Ackermann
Konrad Ernst Ackermann (1. února 1712, Schwerin, Německo – 13. listopadu 1771, Hamburk) byl německý divadelní herec a ředitel vlastního divadla.
V mládí nejprve doprovázel polního maršála Burkharda Christofa von Münnicha v jeho bitvách. V roce 1740 v Lüneburgu začal spolupracovat s hereckou skupinou Johanna Friedricha Schönemanna, kde se poprvé setkal se svou budoucí ženou Sofií Charlotte Bierreichelovou. Tato herecká společnost se rozpadla v roce 1744 a tak se Sofií žili s Konrádovými příbuznými v Meklenbursku. V roce 1747 přesídlili do Gdaňska a později do Petrohradu. V roce 1749 se Sophií navštívili Moskvu, kde se stali manželi. Rusko opustili v roce 1751 a společně založili Ackermannovu hereckou společnost (Ackermann'sche Gesellschaft).
Jeho divadlo navštívilo Gdaňsk, Königsberg, Vratislav, Varšavu, Lipsko, Halle, Frankfurt nad Mohanem a na začátku sedmileté války se dostali přes Štrasburk do Švýcarska. Po podpisu hubertusburského míru se vrátili přes Štrasburk, Frankfurt, Mohuč, Braunschweig a Hannover do Hamburku, který se stal domovem jejich divadelního souboru. V roce 1767 byl soubor prodán konsorciu soukromých vlastníků, nazvaných Hamburské národní divadlo (Hamburgische Entreprise) s hlavní sponzorem bankéřem Abelem Seylerem. Dramaturgie byla domovem slavných zakladatelů německých herců a dramatiků jako byl Friedrich Ludwig Schröderem či Konrad Ekhof. V roce 1769 mnoho z Ackermannových herců nastoupilo do Sailerovy divadelní společnosti.
Se Sofií Charlotte měli dvě děti Dorotu Ackermannovou a Marii Ackermannovou.